# Мещерський Іван Васильович
Іва́н Васи́льович Меще́рський (рос. Иван Васильевич Мещерский; нар. 29 червня (11 липня) 1826 — ?) — князь. Камергер (від 1863 року). Дійсний статський радник (від 1871 року). Курський віце-губернатор у 1862—1864 роках. Подільський губернатор у 1869—1873 роках. Двоюрідний брат публіциста Володимира Петровича Мещерського.

## Біографічні відомості
Батько — князь Василь Іванович Мещерський — був дійсним статським радником, камергером. Помер 14(26) лютого 1871 року . Мати — баронеса Шарлотта Борисівна Мещерська (уроджена Фітінгоф) — померла в жовтні 1841 року. Обох поховано в селі Лотошино Старицького повіту Тверської губернії .
Іван Васильович Мещерський розпочав службу 28 лютого (11 березня) 1848 року. Від 13(25) червня 1854 року до 27 січня (8 лютого) 1856 року був у відставці. У Курській губернії від 16(28) березня 1862 року до 6(18) березня 1864 року був віце-губернатором.
1861 року нагороджено орденом Святого Станіслава другого ступеня. 1863 року надано звання камергера.
Перед призначенням у Кам'янець-Подільський надвірний радник Мещерський був чиновником при Установчому комітеті в Царстві Польськім . 14(26) листопада 1869 року призначено подільським губернатором (змінив на цій посаді Олександра Дмитровича Горемикіна, якого призначили начальником штабу Одеського військового округу). Отримував 5432 рублі (жалування — 1716 рублів, на харчування — стільки ж, додача з відсотків збору — 2000 рублів).
Від 1(13) січня 1871 року — дійсний статський радник. 11(23) травня 1873 року Мещерського на посаді подільського губернатора змінив Олександр Сергійович Муханов.
31 жовтня (12 листопада) 1875 року в Міністерстві народної освіти затверджено правила про стипендію імені князя Івана Васильовича Мещерського в Московському університеті. Ця іменна стипендія засновувалася на відсотки від 2800 рублів, зібраних товаришами по службі та підлеглими колишнього подільського губернатора та призначалася для студентів усіх факультетів — уродженців Подільської губернії. Студент, який не зумів перейти на наступний курс або вів себе несхвально, позбавлявся стипендії .